# Nina Kusturica
 Nina Kusturica  (n. 1975, Mostar, Federația Bosniei și Herțegovinei, Bosnia și Herțegovina) este o producătoare de film, scenaristă și regizoare austriacă de origine bosniacă.

## Biografie
S-a născut la Mostar, în Bosnia și Herțegovina. A crescut la Sarajevo, însă din cauza războiului din Bosnia familia sa s-a mutat la Viena.  A studiat la Universitatea de Muzică și Arte Plastice din Viena (Universität für Musik und darstellende Kunst Wien), lucrarea sa de diplomă a fost filmul de lungmetraj Auswege din 2003. Auswege a avut premiera la Festivalul Internațional de Film de la Berlin, în cadrul Forumului Internațional al Noului Cinema. A avut premiera și la Diagonale - Festivalul de Austriac de Film - în 2003.
În 2009, documentarul Ninei Kusturica Little Alien a avut premiera tot la Diagonale. Documentarul este despre soarta refugiaților minori neînsoțiți la granițele UE și Austria.
Nina Kusturica a fost inspirată de munca regizorului sârb Emir Kusturica, între cei doi nu există însă nicio legătură de rudenie, chiar dacă au același nume.
Nina Kusturica provine dintr-o familie de artiști: mama ei Ratka Krstulović-Kusturica este o actriță de teatru, tatăl ei, Abid Kusturica, este dirijor. Ea este nepoata actriței croate Zdravka Krstulović (1940-2003).
Ea este implicată în inițiativa cetățenilor austrieci Machen wir uns STARK, care cere o schimbare în politica actuală, mai ales în ceea ce privește integrarea și educația.

## Filmografie
Regie / producție / montaj (selecție)
- 1998 - Ich bin der neue Star, film documentar de scurtmetraj (15 min.), regie, scenariu
- 1999 - Wishes, scurtmetraj, 20 min., regizor, scenariu
- 2000 - Draga Ljiljana - Dear Ljiliana, documentar, 31 min., regizor, scenariu
- 2001 - Der Freiheit, scurtmetraj, 14 min., regizor, scenariu
- 2003 - Auswege, film de lung metraj, 90 min., regizor, scenariu
- 2004 - 24 Realities per Second,  documentar despre regizorul austriac Michael Haneke, 58 min., regie, montaj, producție
- 2009 - Little Alien, documentar, 94 min., regizor, scenariu, montaj.[5]
- 2011 -  Tomorrow Is My Day, scurtmetraj ,regie,  montaj
- 2017 - Ciao Chérie, film dramatic de dragoste; regie, montaj, scenariu.[6]

Premiera filmului Ciao Chérie a avut loc în martie 2017 la festivalul Diagonale și la 19 octombrie 2018 în cinematografele austriece. 
Producție / montaj (selecție)
- 1997 - Speak Easy, scurtmetraj, montaj
- 1999 - Lesen macht tot, film artistic, montaj
- 2002 - Laut und deutlich, documentar, montaj
- 2005 - Kotsch, film artistic, montaj
- 2007 - Auf dem Strich - Paul Flora im Film documentar, producție
- 2007 - Vienna's Lost Daughters, documentar, producție , montaj

## Premii
În 2006, la festivalul austriac Diagonale, a primit premiul pentru cel mai bun montaj al unui film de lungmetraj împreună cu Bernhard Schmid, pentru Kotsch.
În 2010 a primit premiul pentru cel mai remarcabil artist, la categoria dialoguri interculturale din partea Ministerului Federal al Educației, Artelor și Culturii (Austria).
Filmul Little Alien s-a clasat pe locul 2 pentru cel mai bun documentar și locul 1 pentru cel mai bun montaj - la Festivalul International Filmfestival din Los Angeles din 2010.